# Villate
Villate é uma comuna francesa na região administrativa de Occitânia, no departamento de Alta Garona. Estende-se por uma área de 1,82 km². Em 2010 a comuna tinha 963 habitantes (densidade: 529,1 hab./km²).